# Ha Dae-sung
Ha Dae-sung (하대성), (* 2 de marzo de 1985, Incheon, Corea del Sur) es un futbolista surcoreano que juega como defensa en el FC Seoul.

## Selección nacional
El 8 de mayo de 2014, el entrenador Hong Myung-bo lo incluyó en la lista final de 23 jugadores que competirán en la Copa Mundial de Fútbol de 2014.

### Participaciones en Copas del Mundo
| Mundial                        | Sede   | Resultado      |
| ------------------------------ | ------ | -------------- |
| Copa Mundial de Fútbol de 2014 | Brasil | Fase de grupos |

## Clubes
| Club                      | País          | Año         | Partidos | Goles |
| ------------------------- | ------------- | ----------- | -------- | ----- |
| Ulsan Hyundai Horang-i    | Corea del Sur | 2004        | 0        | 0     |
| Daegu FC                  | Corea del Sur | 2006 - 2008 | 52       | 5     |
| Jeonbuk Hyundai Motors    | Corea del Sur | 2009        | 26       | 1     |
| FC Seoul                  | Corea del Sur | 2010 - 2013 | 112      | 19    |
| Beijing Guoan             | China         | 2014 - 2015 | 46       | 2     |
| FC Tokyo                  | Japón         | 2016        | 3        | 0     |
| Nagoya Grampus (préstamo) | Japón         | 2016        | 9        | 1     |
| FC Seoul                  | Corea del Sur | 2017        |          |       |